# Ad libitum
Ad libitum é uma expressão latina que significa "à vontade", "a bel-prazer", frequentemente abreviada para ad lib.

## Notação musical
É usada em música, com  vários significados:
- Para indicar ao intérprete que pode suspender o andamento indicado originalmente e variar livremente o tempo como bem desejar durante o período determinado, não podendo, porém, alterar as notas.[4]
- Assinala que um determinado instrumento, grupo ou acompanhamento pode ser descartado sem prejudicar a obra ou as intenções do compositor.
- Repetição ad libitum significa que certa passagem de uma música pode ser repetida quantas vezes o intérprete quiser.